# Burchala
Burchala (rusky Бурхала) je sídlo městského typu v jagodninském okrese v Magadanské oblasti na ruském Dálném východě. Žije zde 108 obyvatel (2024).

## Geografie
Burchala se nachází na dolním toku stejnojmenné řeky, 30 km severozápadně od okresního centra Jagodnoje, 52 km jihovýchodně od města Susuman a 355 km severně od oblastního centra Magadanu. Burchalou prochází známá federální silnice Kolyma, 3 km východně od obce je most přes řeku Děbin.

## Etymologie
Obec získala své jméno od řeky Burchaly, jejíž název vznikl ruským zkomolením evenského slova Burgali, což znamená topolové houštiny na břehu řeky.

## Historie
V roce 1932 na břehu řeky pracovala skupina geologů a objevila zde ložiska zlata. V roce 1940 zde vznikl první zlatý důl - jeden z nejstarších na Kolymě. Kolem dolu vyrostly první budovy a proto je rok 1940 považován za rok založeny osady Burchala. Poválečné období přineslo rozvoj těžebního průmyslu v Burchale. Do poloviny 40. let se v Burchale vyráběla elektřina z malých dieselových generátorů, ale v roce 1945 byla postavena místní elektrárna s výkonem 500 kW a v roce 1947 byla Burchala napojena na Taskanovou elektrárnu.
Roku 1947 získala Burchala svou vlastní knihovnu, do té doby používali horníci mobilní ústřední knihovnu v Jagodnoje. V roce 1953 byly v Burchale postaveny budovy správy dolu, pošta, lékárna, ambulance a špořitelna. O rok později vznikla v obci lázeňská budova. V roce 1956 získala Burchala status sídla městského typu.
Počátkem 90. let 20. století v obci fungovala střední a mateřská škola, jídelna, ubytovna, hotel, družina, dvě kotelny a několik obchodů. Rozpad Sovětského svazu přinesl kolaps místní ekonomiky, většina firem včetně dolu zbankrotovala. Došlo k hromadnému exodu obyvatel z Burchaly.
V roce 2022 žilo v obci posledních 25 rodin, vedení Burchary bylo natolik zadlužené, že nemělo již peníze na vytápění domů, placení účtů za elektřinu, bylo donuceno pozastavit provoz školy a mateřské školky. Od roku 2023 je Burchala považována za neperspektivní pro další rozvoj, všechny obytné budovy byly uznány jako nebezpečné a podléhají demolici. V červenci 2024 začalo přesídlování posledních obyvatel z Buchary do Sokolu, kde pro ně vznikly nové byty. 

## Demografie
| Rok  | Populace | Změna |
| ---- | -------- | ----- |
| 1970 | 2 793    | -     |
| 1979 | 1 437    | 1 356 |
| 1989 | 1 827    | 390   |
| 1995 | 1 100    | 727   |
| 2002 | 571      | 530   |
| 2010 | 272      | 299   |
| 2020 | 111      | 161   |
| 2024 | 108      | 3     |

## Doprava
Burchala se nachází na federální silnici R504 Kolyma, která spojuje Magadan s Jakutskem. Několik kilometrů severozápadně od Burchaly protíná silnice směrem na Susuman ve výšce 1009 metrů Burchalinský průsmyk.